# تشاك كورتني (لاعب غولف)
تشاك كورتني (بالإنجليزية: Chuck Courtney)‏ هو لاعب غولف أمريكي، ولد في 11 أكتوبر 1940 في منيابولس في الولايات المتحدة.

## وصلات خارجية
- تشاك كورتني على موقع رابطة لاعبي الغولف المحترفين (الإنجليزية)